# Aaron Devor
Aaron H. Devor (nascido em 1951), é um sociólogo e sexólogo canadiano conhecido por pesquisas sobre transexualidade e comunidades transgénero. Devor lecciona na Universidade de Victoria desde 1989 e é o ex-reitor de pós-graduação. Devor é o actual Presidente de Pesquisa em Estudos de Transgéneros na Universidade de Victoria.
É o Fundador e atual Diretor Académico dos Arquivos Transgéneros nas Bibliotecas da Universidade de Victoria, lançada oficialmente em 2011. Esta iniciativa é a maior do mundo, com objetivo de registrar a história de pessoas trans e de seu ativismo, contando uma história de mais de um século.
Se tornou o primeiro professor a ocupar uma cátedra de estudos transgéneros, após a criação deste cargo pela Universidade de Victoria em 2016. A posição foi estabelecida após doação de 1 milhão de dólares estadunidenses pela Tawani Foundation, fundada e liderada por Jennifer Pritzker.
Devor foi descrito como "um especialista respeitado internacionalmente em género, sexo e sexualidade" pela Maclean's, uma revista semanal canadense de notícias. Foi eleito Fellow da Society for the Scientific Study of Sexuality.